# گریگوری مونستر
گرگوار مونستر (متولد۲۴ دسامبر ۱۹۹۸) یک راننده رالی اهل لوگزامبورگ است. مونستر در سال ۲۰۲۲ به برنامه مشتری مسابقه راننده هیوندای موتوراسپرت اضافه شد.